# Saint-Martin-des-Lais
Saint-Martin-des-Lais är en kommun i departementet Allier i regionen Auvergne-Rhône-Alpes i de centrala delarna av Frankrike. Kommunen ligger  i kantonen Chevagnes som ligger i arrondissementet Moulins. År 2022 hade Saint-Martin-des-Lais 125 invånare.

## Befolkningsutveckling
Antalet invånare i kommunen Saint-Martin-des-Lais
Referens: INSEE